# ミラクル・タイガー -魔界大冒険-
『ミラクル・タイガー -魔界大冒険-』（原題：イタリア語: American risciò、英題1：American Rickshaw、英題2：American Tiger）は、1989年公開のイタリア・アメリカ共同製作による、アクション・ファンタジー映画。
セルジオ・マルティーノがマーティン・ドルマン 名義で監督を務め、Mitch Gaylordやダニエル・グリーン、Victoria Prouty、ドナルド・プレザンスなどが出演した。

## あらすじ
車夫のアルバイトをしているスコットは、ある日中国人の老婆を助ける。
以来、彼は謎の人物に命を狙われたり、同居人が殺されるなど、不吉な事件が立て続けに起こる。
ある日、老婆はダンサーのジョアンナを通じてスコットを呼び寄せ、カルト教団の教祖・モートンが奪った像の奪還を命じる。

## キャスト
- スコット・エドワーズ - ミッチ・ゲイロード（英語版）
- フランシス - ダニエル・グリーン（英語版）
- ジョアンナ・シンプソン - ヴィクトリア・プラウティ（Victoria Prouty）
- モートム - ドナルド・プレザンス
- Old Madame Luna - ミッチ・コビ（英語版）

## 製作

### 撮影
撮影はフロリダ州マイアミで行われた。

## 評価
本作は、RedLetterMediaのシリーズ「Best of the Worst」の第93話で取り上げられ、この回の参加者全員からの評価により「Best of the Worst」の栄冠に輝いた。

## 家庭用記憶媒体
2020年、Cauldron Filmsから2K修復版のブルーレイが発売された。